# Hudson River Wind Meditations
| Recensione      | Giudizio |
| --------------- | -------- |
| AllMusic        | [ 1 ]    |
| Pitchfork       | 8.4/10   |
| Prefix Magazine | 8.0/10   |
| Piero Scaruffi  | 5/10     |

Hudson River Wind Meditations è l'ultimo album di Lou Reed pubblicato nel 2007. Si tratta in prevalenza di musica ambient strumentale, da utilizzarsi durante esercizi di meditazione o per la pratica del Tai Chi (Taijiquan). La foto di copertina del disco è opera di Lou Reed stesso.

## Tracce
Testi e musiche di Lou Reed.
1. Move Your Heart – 28:54
2. Find Your Note – 31:35
3. Hudson River Wind (Blend the Ambiance) – 1:50
4. Wind Coda – 5:23

## Crediti
- Héctor Castillo: ingegnere missaggio audio (Animal Lab, NYC)
- Timothy Greenfield-Sanders: fotografie (Foto di Lou Reed sul retro di copertina)
- Emily Lazar: ingegnere masterizzazione (The Lodge, Greenwich Village)
- Mark Mahaney: Assistente fotografia
- Chad Morgan: package Design
- Karen Polaski: package Design
- Lou Reed: co-produttore esecutivo, autore, arrangiamenti, missaggio audio, fotografia (copertina).
- Hal Willner: co-produttore esecutivo, missaggio (Animal Lab, NYC)